# William Rousseau
Pour les articles homonymes, voir Rousseau.
William Rousseau est un auteur-compositeur-interprète et producteur français né le 13 septembre 1977.

## Biographie
Originaire de Pacé (Basse-Normandie) où il excelle à la guitare dès son plus jeune âge.
William fait partie de la jeune scène Alençonnaise avec ses compères du groupe Silis, avec lequel il enregistre son premier album en 1996.
William Rousseau s'installe à Paris et signe en 2002 un contrat chez Warner. Il compose ainsi de nombreuses chansons pour Nolwenn Leroy, Florent Pagny, Roch Voisine, Céline Dion, Anggun, Chimène Badi, Christophe Willem,, Amel Bent…
En 2005, il rencontre Dove Attia et compose avec son ami Rod Janois quelques chansons pour la comédie musicale Le Roi Soleil. Il participe également à la composition et à la réalisation de Mozart, l'opéra rock (2009),, 1789 : Les Amants de la Bastille (2012), Mistinguett, reine des années folles (2014) et Le Rouge et Le Noir (2016).
En 2009, Willam sort son premier album solo Ton homme en passant co-écrit avec Jérôme Attal,.
En 2012, il compose avec Jean-Pierre Pilot le titre Echo (You and I) pour Anggun qui représente la  France au Concours Eurovision de la chanson. Toujours avec Jean-Pierre Pilot, il coproduit avec Olivier Schultheis l'album Elle et lui d’Alain Chamfort.
En 2022, il monte avec François Welgryn le label InTenSe pour défendre les jeunes artistes avec qui il co-crée. Premières sorties: June the Girl et le single Les reasons why le 28 octobre, Gervaise et le single Sad & Seule le 18 novembre.
Il intervient également dans l'école de formation « le Dalida institute » en Masterclass et en suivi des élèves pour les aider à affirmer leur direction artistique, en binôme avec François Welgryn.
En 2024, William Rousseau compose la musique originale du spectacle musical Infernal Affairs, adaptation scénique du film hongkongais éponyme. Cette création marque une nouvelle collaboration entre la scène musicale francophone et la culture asiatique. William y développe une identité sonore propre, en s’éloignant volontairement de la bande originale du film pour insuffler une sensibilité pop-rock. Parmi les titres marquants du spectacle, la ballade « Echoes of Shadows »illustre la dualité des deux personnages principaux et culmine en un climax chargé d’émotion. Le spectacle est présenté pour la première fois au Shanghai Grand Theatre en décembre 2024, avec un accueil enthousiaste du public chinois.

## Discographie

### Singles
- 2008 : Comme un soviet
- 2009 : La fête des loges

### Collaborations
- 2004 : A tes côtés, Se laisser quelque chose, Maintenant - David Charvet
- 2005 : Mystères - Nolwenn Leroy
- 2005 : Tant qu'on rêve encore, Contre ceux d'en-haut pour la comédie musicale Le Roi Soleil
- 2005 : Ne plus aimer - Roch Voisine[12]
- 2006 : Le miroir - Chimène Badi
- 2006 : Je suis - Florent Pagny
- 2006 : Rien ni personne, Plus que jamais - Emmanuel Moire
- 2009 : Berlin - Christophe Willem
- 2009 : Tatoue-moi[N 2],[13], L'Assasymphonie et les autres titres de la comédie musicale Mozart, l'opéra rock
- 2010 : C'est le soir que je pense à ma vie - Florent Pagny
- 2010 : L'album Dans un vertige de Marie-Amélie Seigner
- 2011 : Cool - Christophe Willem
- 2011 : Je crois en tout, Je partirai, Mon meilleur amour, Mon cœur, J'ai appris le silence - Anggun
- 2011 : Il marche - Amel Bent
- 2012 : 1789 : Les Amants de la Bastille (dont Ca ira mon amour, Pour la peine)
- 2012 : Les jours comme ça - Céline Dion[14]
- 2012 : Echo (You and I) - Anggun
- 2012 : Elles et Lui - Alain Chamfort
- 2013 : Louise - Benjamin Bohem[15]
- 2013 : C'est la vie - Lussi in the sky et son album Nebula[16]
- 2014 : Mistinguett, reine des années folles (dont C'est mon homme)
- 2016 : Le Rouge et le Noir - Intégralité de la musique
- 2017 : Trace ton chemin - Nolwenn Leroy
- 2018 : My World - Lucie Vagenheim
- 2018 : OK ou KO - Emmy Liyanna
- 2018 : Tu es Flou - Gabriella
- 2019 : Calle Verdi - Damien Lauretta
- 2019 : T'aimer de trop - Amel Bent
- 2019 : Etrangère - Gabriella
- 2019 : Cause Toujours - Gabriella
- 2019 : Lamentable - June the girl
- 2020 : Manque d'audace - Lucie Vagenheim
- 2020 : I'm the girl EP - June the girl
- 2020 : Glaces Brûlantes EP - Lucie Vagenheim
- 2020 : Merci la vie - Carla
- 2021 : Dis moi oui - Anne Sila
- 2021 : L'équilibre - Anne Sila
- 2021 : On se jette à l'eau - Ô c'est nous
- 2022 : Solide EP - Alexandra Mussard
- 2022 : La musique et moi  - Andrea Ponti
- 2022 : J'le Féminin - Gervaise
- 2022 : Les Reasons Why  - June the Girl
- 2022 : Sad & Seule - Gervaise
- 2023 : Ça m'ennuie pas - Chérine - selection Eurosong Belgique, top25 Belgique néerlandophone
- 2023 : F*ck mon corps - single et 4 titres sur l'EP "chair tendre"
- 2023 : Les mots simples - Géronimo
- 2023 : Welcome to my terreurs - June the Girl - 3 singles et 5 titres sur l'EP
- 2024 : L'impossible - Géronimo
- 2024 : Eternel Sunshine (Chill mix) - June the Girl
- 2024 : La plupart du temps - Aurélien Vivos
- 2024 : Infernal Affairs - Spectacle Musicale - Intégralité de la musique
- 2025 : La plus belle histoire du monde - Album - 5 titres composés et 7 titres produits - Aurélien Vivos
- 2025 : Mieux - Megliu - Odem
- 2025 : Tout n'est pas beau chez moi - Odem
- 2025 : Ce qu'ils deviennent - Nouvelle version - Nach & Youssoupha

## Distinction
- NRJ Music Awards 2010 : Chanson francophone de l’année pour L'Assasymphonie[17]